# Вилијам Адолф Бугро
Вилијам Адолф Бугро (фр. William-Adolphe Bouguereau; Ла Рошел, 30. новембар 1825 — Ла Рошел, 19. август 1905) био је француски сликар академизма. У својим реалистичним жанровским сликама користио је митолошке теме, правећи савремене интерпретације класичних тема, с нагласком на тијелу жене.
Током свог живота, Бурго је завршио око 822 слика, мада локација многих и даље остаје непозната.

## Галерија изабраних радова
- Актови - представа нагог људског тела
- The Bather - Baigneuse (1879)
- After the Bath (1875)
- Baigneuse
- Baigneuse
- Les Deux Baigneuses (1884)

- Представа жена у класичним темама
- Невиност
- Soir, Evening or Evening Mood
- Аурора или Зора
- Bacchante (1894)
- Отмица Психе
- Психа и Љубав (1889)